# Parrocchie civili della Grande Manchester

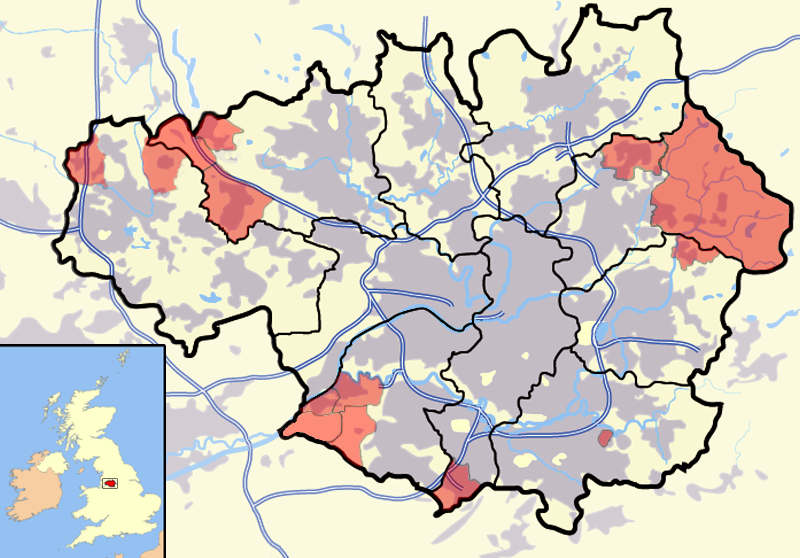
Le 14 parrocchie civili della Grande Manchester coprono le aree evidenziate in rosso.

Questa è la lista delle parrocchie civili della Grande Manchester, Inghilterra.
Le parrocchie non coprono i distretti di Bury, Rochdale, Stockport e nella Città di Salford. La parrocchia di Offerton Park è stata abolita nel 2011. La maggior parte della contea non è coperta da parrocchie, ma solo una popolazione di 130.540 abitanti, pari al 5,3% della popolazione della contea.

## Bolton
- Blackrod
- Horwich
- Westhoughton

## Manchester
- Ringway

## Oldham
- Saddleworth
- Shaw and Crompton

## Tameside
- Mossley

## Trafford
- Carrington
- Dunham Massey
- Partington
- Warburton

## Wigan
- Haigh
- Shevington
- Worthington

## Fonti
- Office for National Statistics (ONS) - Liste geografiche, su statistics.gov.uk. URL consultato il 14 gennaio 2009 (archiviato dall'url originale il 3 dicembre 2003).